# Parque Nacional Montecristo Trifinio
O Parque Nacional Montecristo Trifinio é um parque nacional nas Honduras. Foi estabelecido no dia 1 de janeiro de 1987 e cobre uma área de 54 quilómetros quadrados.
O maciço de Montecristo é uma área onde se cruzam as fronteiras de Honduras, Guatemala e El Salvador, e a sua protecção foi uma iniciativa conjunta desses três países, que resultou na criação dos parques nacionais nas Honduras e em El Salvador, além do da Guatemala. Reserva da biosfera Trifinio.